# Ruth Towse
Ruth Towse (* 1943) ist eine britische Wirtschaftswissenschaftlerin. Sie gilt als einer der führenden Köpfe der Kulturökonomik.

## Werdegang, Forschung und Lehre
Towse studierte Politische Ökonomie an der University of Reading. Nach ihrem Abschluss als Bachelor of Arts 1964 wechselte sie an die London School of Economics, dort graduierte sie 1966 als Master of Science in Wirtschaftswissenschaft. Anschließend forschte und lehrte sie an der Middlesex University, der City, University of London und der University of Exeter. Gemeinsam mit ihrem niederländisch-stämmigen Ehemann Mark Blaug wechselte sie 1999 an die Erasmus-Universität Rotterdam, an der sie parallel 2000 ihr Ph.D.-Studium abschloss. 2007 folgte sie einem Ruf der Bournemouth University als ordentliche Professorin auf den Lehrstuhl für „Economics of Creative Industries“.
Towses Arbeitsschwerpunkte liegen in der Kulturökonomik im Bereich des Arbeitsmarkts für Künstler sowie im Umgang mit Geistigem Eigentum, insbesondere hinsichtlich des Urheberrechts im digitalen Zeitalter. Ihr Fokus liegt hierbei insbesondere in der Musikindustrie. Das mittlerweile mehrfach aufgelegte, 2003 zuerst erschienene A Handbook Of Cultural Economics und das 2010 erschienene Textbook of Cultural Economics gelten als Standardwerke der Kulturökonomik. Towse ist Fellow der Royal Society of Arts.